# 圆叶筋骨草
圆叶筋骨草（学名：Ajuga ovalifolia）为唇形科筋骨草属下的一个种。

## 扩展阅读
- 維基物種上的相關：圆叶筋骨草